# Aisha Kandisha
Lalla Aisha Kandisha - in arabo عيشة قنديشة‎?, ʿĀʾisha Qandīsha, alla francese Aïcha Kandicha - è una Jinniyya della mitologia marocchina.  Uno dei numerosi personaggi folcloristici simili ai jinn ma con personalità distinte, è tipicamente raffigurata come una giovane e bella donna che ha le zampe con gli zoccoli come una capra o un cammello. Sebbene le descrizioni di Aicha Kandicha varino da regione a regione all'interno del Marocco, in genere si pensa che viva vicino a fonti d'acqua e si dice che usi la sua bellezza per sedurre gli uomini locali e poi farli impazzire o ucciderli.

## Possibili origini del mito
Secondo la mitologia, Aisha era una donna in carne ed ossa prima di diventare, per motivi non chiari, un Jinn, e a proposito della sua origine ci sono varie leggende:
- Lalla Aisha al-Bahria: secondo questa versione, quando ancora era un essere umano, Aisha era una nobile portoghese vissuta a Safi nel XVI secolo, durante l'occupazione portoghese della città. Si sarebbe follemente innamorata di un notaio marocchino della città. Si sposò con lui e trasformò il suo titolo nobiliare dal portoghese Condessa (contessa) all'arabo-maghrebino Kandisha. Siccome la nobildonna non si copriva il capo o il viso come le donne musulmane, veniva vista da tutti quando usciva e gli uomini che la incrociavano per la strada si innamoravano perdutamente di lei. Tanti persero la ragione, e vagarono disperati per l'eternità.[1]
- Lalla Aisha al-Mujahida: secondo questa versione Aisha era una bellissima donna che abitava in un villaggio vicino alla città di El Jadida (un'altra versione parla della città di Azemmour) all'inizio del XVI secolo. Quando i Portoghesi attaccarono e conquistarono la città nel 1502, iniziarono a lanciare periodici raid contro i villaggi circostanti. Quando attaccarono il suo villaggio lei non era presente, ma quando tornò trovò gran parte degli abitanti massacrati, tra cui il marito di cui era follemente innamorata. Giurò quindi di vendicarsi adescando gli ufficiali portoghesi e, dopo una sorta di seduzione, convincerli a seguirla in angoli bui e isolati della città per intrattenere rapporti sessuali. Ma, una volta appartati, avrebbe estratto il suo pugnale al fine di sgozzarli.[2]
- Lalla Aisha al-Sudaniyya o Aisha al-Hamdouchia: Secondo questa versione, il mistico Sīdī Aḥmad Dghoughi voleva che il suo maestro, il mistico sufi Sīdī ʿAlī ibn Ḥamdūsh, si sposasse. Quest'ultimo con molta riluttanza accettò, a patto che la sua sposa sarebbe dovuta essere una certa Aisha, figlia di un re dell'Africa subsahariana. Quando arrivò in Marocco trovò il promesso sposo morto. Qui diventò una mistica e acquisì una fama di santa e guaritrice. Una leggenda correlata dice invece che era una mistica che arrivò in Marocco da Baghdad, desiderosa di conoscere i grandi (e all'epoca famosi) mistici del Maghreb.[3]
- È possibile che le radici della leggenda abbiano invece origine nella mitologia ebraico-berbera pre-islamica del Marocco. Kandisha potrebbe derivare dalla radice ebraica ebraica Q-D-S che indica l'idea del sacro e del santo. Nelle loro derdeba (cerimonie terapeutiche ed esorcistiche) infatti, i Gnawa invocano Aisha Kandisha assieme alla tipologia di spiriti detti Sebtyin ("signori del sabato"), spiriti di fede ebraica.[4]
- Secondo il sociologo Paul Pascon il culto di Aisha Kandisha deriverebbe dalla dea Astarte, venerata secoli fa in tutto il bacino del Mediterraneo da Cananei, Fenici e Cartaginesi.
- Secondo Vincent Crapanzano il nome "Kandisha" deriverebbe invece dal nome "Quedecha", una dea cananea il cui culto venne introdotto in Marocco dai Fenici.[5]
- Secondo una versione, Aisha era una donna che viveva in un piccolo villaggio di nome Lounasda, nella regione di Marrakech. Si diceva che la donna fosse bellissima, ma sposata con un uomo povero. Aisha, frustrata dalla sua condizione, vendette l'anima al diavolo, implorandolo di concederle un marito più bello. In seguito alla sua morte, Aisha si trasformò in jinn, e si dedicò ad adescare uomini belli, compiendo atti sessuali su di loro, lasciandoli traumatizzati a vita.[senza fonte]

## Oggi
Le apparizioni di Lalla Aisha sono molto frequenti. Si afferma che appaia soprattutto sotto il letto di notte tutti i giorni, in luoghi vuoti o semivuoti. Una credenza molto diffusa afferma che appare agli uomini che vagano di notte da soli. Se sono all'interno di un'auto in strade non particolarmente trafficate, chiede loro un passaggio, l'uomo si può accorgere che si tratta di Aisha Kandisha vedendo che ha zampe di cammello o di capra. Secondo queste leggende urbane, Aisha non fa del male a questi uomini, se si limiteranno ad accompagnarla dove lei chiederà loro, rimane però il problema del danno psicologico causato dall'incontro con la Jinnia. Secondo le leggende è possibile difendersi da lei recitando versi del Corano o tirando fuori un oggetto metallico.
Secondo la credenza popolare Aisha è sposata con il Jinn chiamato Hammou Qiyou, da non confondere con il Basha Hammou, un altro Jinn del folklore marocchino.
Sono molti i soprannomi con la quale viene chiamata, come Moulat el Merja (la signora della palude), Moulat el Widan (la signora dei fiumi) etc.
Esattamente come gli altri jinn della mitologia marocchina, Aisha viene spesso invocata con canti in suo onore nei rituali esorcistici e terapeutici di trance degli hmadcha, dei jilala, dei gnawa e degli Aissawa. Una volta invocata Aisha nei seguenti rituali, induce le donne partecipanti in stato di trance a farle urlare, rotolare per terra e piangere.
In tutto il Marocco ci sono dei luoghi adibiti ad Aisha che sono soggetti a veri e propri pellegrinaggi popolari, questi luoghi possono essere pozzi, grotte, sorgenti e fontane.
Aisha Kandisha può possedere, o comunque esercitare un certo controllo sulle persone, costringendole a fare determinate cose e vestirsi in un determinato modo, soprattutto con il rosso e il nero, i colori preferiti da Aisha.